# Jorge Valdano
Jorge Alberto Francisco Valdano Castellanos (ur. 4 października 1955 w Las Parejas w prowincji Santa Fe) – argentyński piłkarz grający na pozycji napastnika.
Przez wielu nazywany Filozofem Futbolu.

## Kariera piłkarska
Jorge Valdano rozpoczął karierę piłkarską w wieku 16 lat w drużynie Newell’s Old Boys, gdzie w 1971 przeszedł na zawodowstwo. W 1975 odszedł do hiszpańskiego Deportivo Alavés, drużyny Segunda División, w której barwach grał do 1979 roku. Jego dobra gra, zwróciła uwagę wysłanników silniejszego Realu Saragossa, gdzie trafił w 1979. Pięć lat później, w 1984 roku, odszedł do Realu Madryt. Jego karierę piłkarską zakończyła choroba – wirusowe zapalenie wątroby na którą zapadł w 1988 roku. 
Bezpośrednio po jej zakończeniu został komentatorem sportowym oraz trenerem juniorów Realu Madryt.

## Kariera trenerska
W sezonie 1991/1992 został trenerem drużyny CD Tenerife, którą najpierw uratował przed spadkiem z ligi, a później zakwalifikował do Pucharu UEFA.  
W 1995 wrócił do Realu Madryt, tym razem jako trener pierwszej drużyny, sprowadzając ze sobą pomocnika Fernando Redondo. W pierwszym sezonie, odzyskał  Mistrzostwo Hiszpanii i pokonał FC Barcelonę (5-0), rewanżując się za identyczną porażkę rok wcześniej. Z klubu został zwolniony w styczniu 1996, po domowej porażce z Rayo Vallecano. Następnie w 1997 został trenerem Valencii CF, ale nie odniósł z nią sukcesów. 

Od lipca 2000 roku, po wygranej Florentino Pereza w wyborach na prezydenta klubu, został mianowany dyrektorem sportowym Realu Madryt. Ze stanowiska ustąpił w czerwcu 2005. W czerwcu 2009, wraz z ponownym przybyciem Florentino Péreza na stanowisko prezesa Realu Madryt, ponownie objął tę funkcję. W maju 2011 roku ponownie został zdymisjonowany.

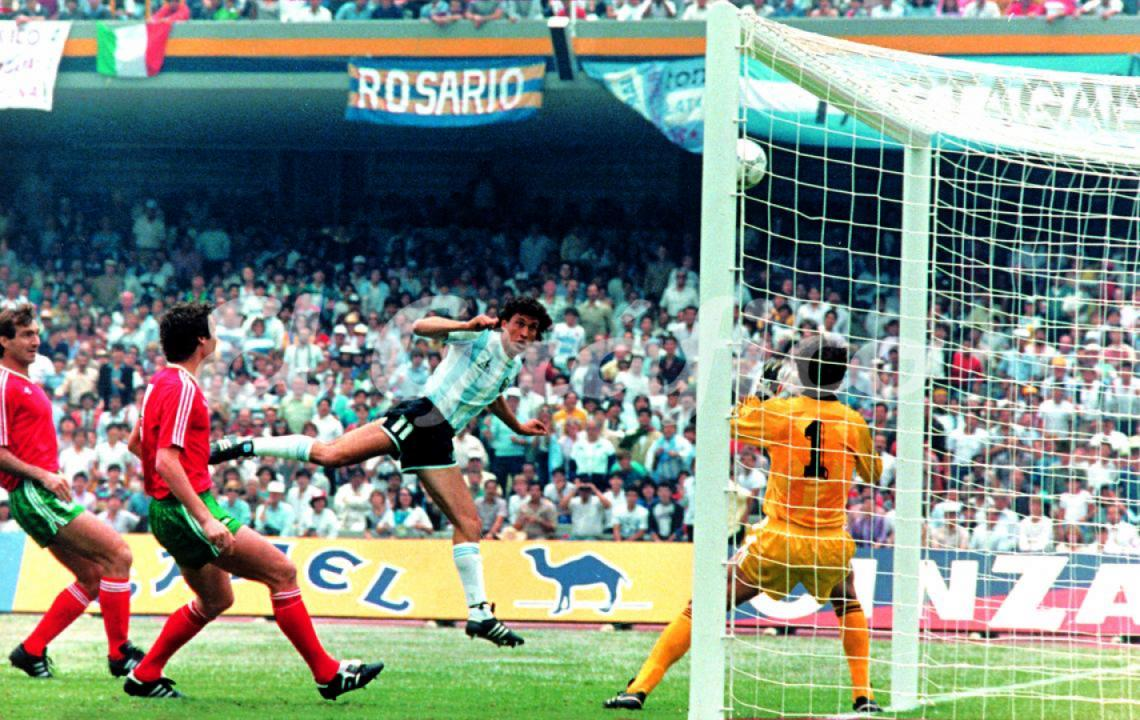
Jorge Valdano, zdobywający bramkę przeciwko Bułgarii na Mistrzostwach Świata 1986.

## Kariera reprezentacyjna
Zdobywca tytułu Mistrza Świata w Meksyku w 1986 roku. Na turnieju tym zdobył łącznie cztery gole, w tym jeden w finale przeciwko NRF.
Był członkiem kadry na Mistrzostwach Świata w Hiszpanii 1982 i Copa America 1975.
Łącznie w reprezentacji Argentyny zagrał 22 razy strzelając 7 goli.

## Po zakończeniu kariery
Obecnie Valdano jest cenionym dziennikarzem. Oprócz komentowania spotkań, pisze również artykuły min. dla The Guardian w czasie Mistrzostw Świata 2018.
W swoim dorobku ma też jedną książkę Sueños de fútbol ("Marzenia o futbolu").

## Statystyki

### Klubowe
| Klub      | Klub              | Klub             | Liga  | Liga | Puchar       | Puchar       | Puchar Ligi           | Puchar Ligi           | Międzynarodowe | Międzynarodowe | Razem | Razem |
| Sezon     | Klub              | Liga             | Mecze | Gole | Mecze        | Gole         | Mecze                 | Gole                  | Mecze          | Goals          | Mecze | Gole  |
| Argentyna | Argentyna         | Argentyna        | Liga  | Liga | Puchar       | Puchar       | Puchar Ligi           | Puchar Ligi           | CONMEBOL       | CONMEBOL       | Razem | Razem |
| --------- | ----------------- | ---------------- | ----- | ---- | ------------ | ------------ | --------------------- | --------------------- | -------------- | -------------- | ----- | ----- |
| 1973      | Newell's Old Boys | Primera División | 2     | 1    | -            | -            | -                     | -                     | -              | -              | 2     | 1     |
| 1974      | Newell's Old Boys | Primera División | 19    | 4    | -            | -            | -                     | -                     | -              | -              | 19    | 4     |
| 1975      | Newell's Old Boys | Primera División | 25    | 6    | -            | -            | -                     | -                     | 4              | 3              | 29    | 9     |
| Hiszpania | Hiszpania         | Hiszpania        | Liga  | Liga | Copa del Rey | Copa del Rey | Superpuchar Hiszpanii | Superpuchar Hiszpanii | UEFA           | UEFA           | Razem | Razem |
| 1975–76   | Alavés            | Segunda División | 24    | 3    | -            | -            | -                     | -                     | -              | -              | 24    | 3     |
| 1976–77   | Alavés            | Segunda División | 30    | 8    | -            | -            | -                     | -                     | -              | -              | 30    | 8     |
| 1977–78   | Alavés            | Segunda División | 26    | 4    | 8            | 1            | -                     | -                     | -              | -              | 34    | 5     |
| 1978–79   | Alavés            | Segunda División | 25    | 5    | 5            | 0            | -                     | -                     | -              | -              | 30    | 5     |
| 1979–80   | Real Zaragoza     | La Liga          | 34    | 9    | 6            | 4            | -                     | -                     | -              | -              | 40    | 13    |
| 1980–81   | Real Zaragoza     | La Liga          | 17    | 3    | -            | -            | -                     | -                     | -              | -              | 17    | 3     |
| 1981–82   | Real Zaragoza     | La Liga          | 29    | 9    | 9            | 9            | -                     | -                     | -              | -              | 38    | 18    |
| 1982–83   | Real Zaragoza     | La Liga          | 34    | 17   | 4            | 3            | -                     | -                     | -              | -              | 38    | 20    |
| 1983–84   | Real Zaragoza     | La Liga          | 29    | 8    | 4            | 5            | -                     | -                     | -              | -              | 33    | 13    |
| 1984–85   | Real Madrid       | La Liga          | 26    | 17   | 2            | 0            | 2                     | 2                     | 10             | 4              | 40    | 23    |
| 1985–86   | Real Madrid       | La Liga          | 32    | 16   | 4            | 1            | -                     | -                     | 11             | 7              | 47    | 24    |
| 1986–87   | Real Madrid       | La Liga          | 27    | 7    | 2            | 1            | -                     | -                     | 4              | 1              | 33    | 9     |
| Razem     | Argentyna         | Argentyna        | 49    | 11   | -            | -            | -                     | -                     | 4              | 3              | 50    | 14    |
| Razem     | Hiszpania         | Hiszpania        | 291   | 107  | 44           | 24           | 2                     | 2                     | 25             | 12             | 399   | 148   |
| Łącznie   | Łącznie           | Łącznie          | 340   | 118  | 44           | 24           | 2                     | 2                     | 29             | 15             | 449   | 162   |

### Reprezentacyjne
| Argentyna | Argentyna | Argentyna |
| Rok       | Mecze     | Gole      |
| --------- | --------- | --------- |
| 1975      | 2         | 2         |
| 1982      | 5         | 0         |
| 1985      | 5         | 1         |
| 1986      | 8         | 4         |
| 1987      | 1         | 0         |
| 1990      | 2         | 0         |
| Razem     | 23        | 7         |

## Osiągnięcia

### Zawodnik
Newell's Old Boys
- Mistrzostwo Argentyny: 1974

Real Madryt
- Mistrzostwo Hiszpanii: 1985/86, 1986/87
- Puchar Ligi: 1985
- Puchar UEFA: 1984/85, 1985/86

Argentyna
- Złoty medal Mistrzostw Świata: 1986

### Trener
Real Madryt
- Mistrzostwo Hiszpanii: 1994/95